# Бомбашки напад у Оклахома Ситију
Бомбашки напад у Оклахома Ситију је био терористички напад на Федералну зграду Алфред П. Мара, канцеларијски комплекс федералних служби у средишту Оклахома Ситија у америчкој држави Оклахома, изведен 19. априла 1995. Напад је проузроковао смрт 168 особа, а преко 800 особа је повређено. Све до напада 11. септембра 2001. је представљао најгори терористички акт почињен унутар граница САД.
Извршилац напада Тимоти Маквеј, ветеран из Заливског рата, је ухапшен истог дана, а Тери Николс пар дана касније, под сумњом да су учествовали у нападу. Истражитељи су открили како су Маквеј и Николс били симпатизери против-владиних милицијских покрета и да је њихов мотив била одмазда за смрт недужних људи које су изазвале агенције федералне владе приликом опсаде у Вејку и инцидента у Руби Риџу. Маквеј је 11. јуна 2001. погубљен смртоносном инјекцијом; Николс је осуђен на доживотни затвор. Трећи завереник, Мајкл Фортијер, који је сведочио против друга два завереника, затворен је због тога што није упозорио америчку владу. Као и код других великих терористичких напада, теорије завере оповргавају службене наводе и указују да је у нападу учествовало далеко више особа.
Напад је америчку владу подстакао да донесе прописе у сврху повећања заштите федералних зграда и спречавања даљих терористичких напада. Захваљујући тим тврдњама, полицијске службе су успеле зауставити преко педесет покушаја сличних напада од стране домаћих америчких терориста. 
Дана 19. априла 2000. је на месту срушене зграде отворен Национални споменик Оклахома Ситија у сврху одавања почасти жртвама напада.

## Галерија
- Место напада два дана касније
- Национални споменик Оклахома Ситија, данашњи изглед места напада